# Lido di Classe
Lido di Classe is een plaats (frazione) in de Italiaanse gemeente Ravenna.